# Schlammvulkane von Poto

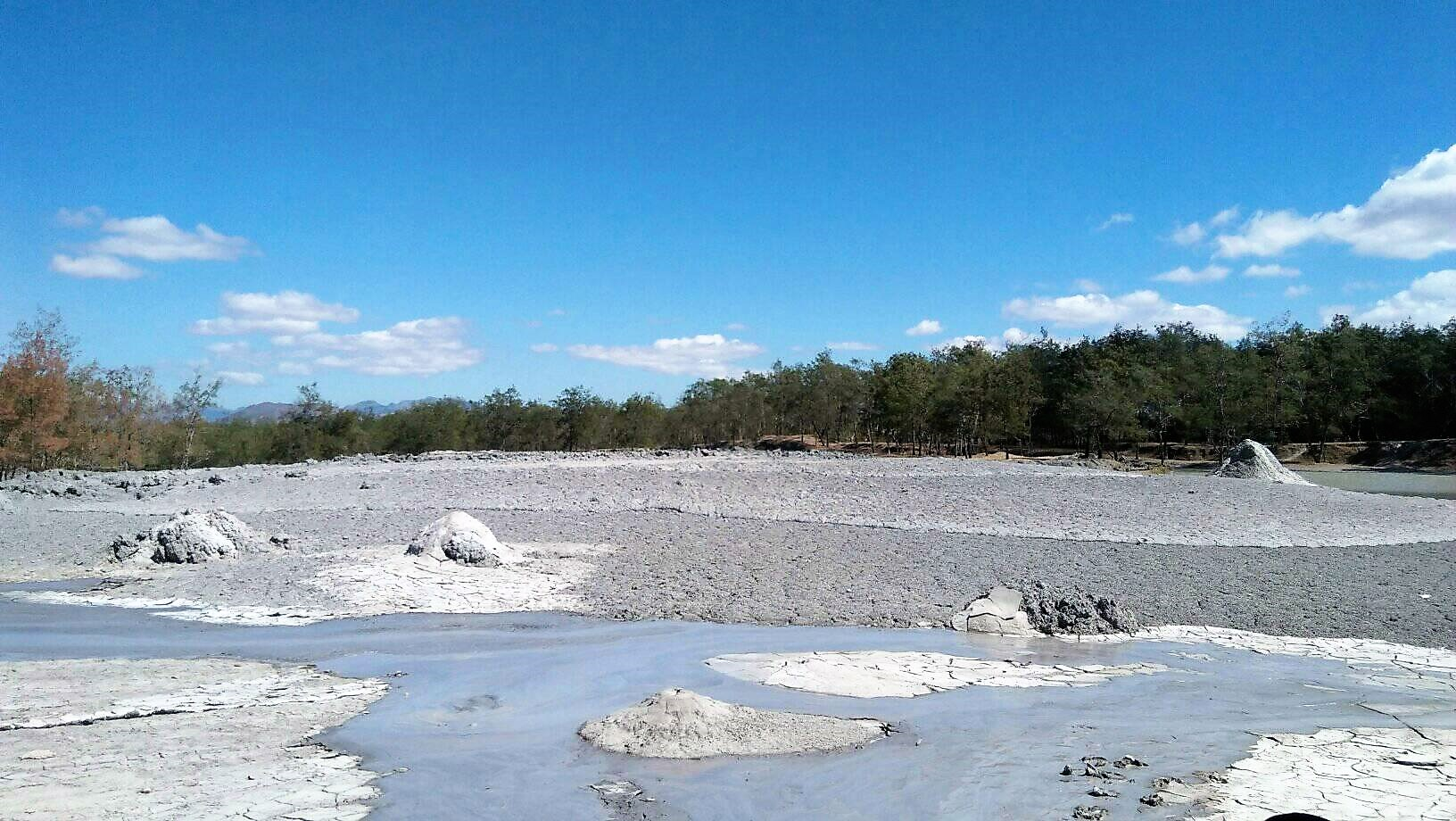
Das Gelände von Poto (2020)

Die Schlammvulkane von Poto (Area Poto Mud Volcano) bilden eine Fläche von Schlammvulkanen im osttimoresischen Suco Bobometo (Verwaltungsamt Oesilo, Sonderverwaltungsregion Oe-Cusse Ambeno). Sie befinden sich südlich vom Dorf Saben, nahe der Grenze zu Indonesien. Eine Straße führt an dem Gelände vorbei.

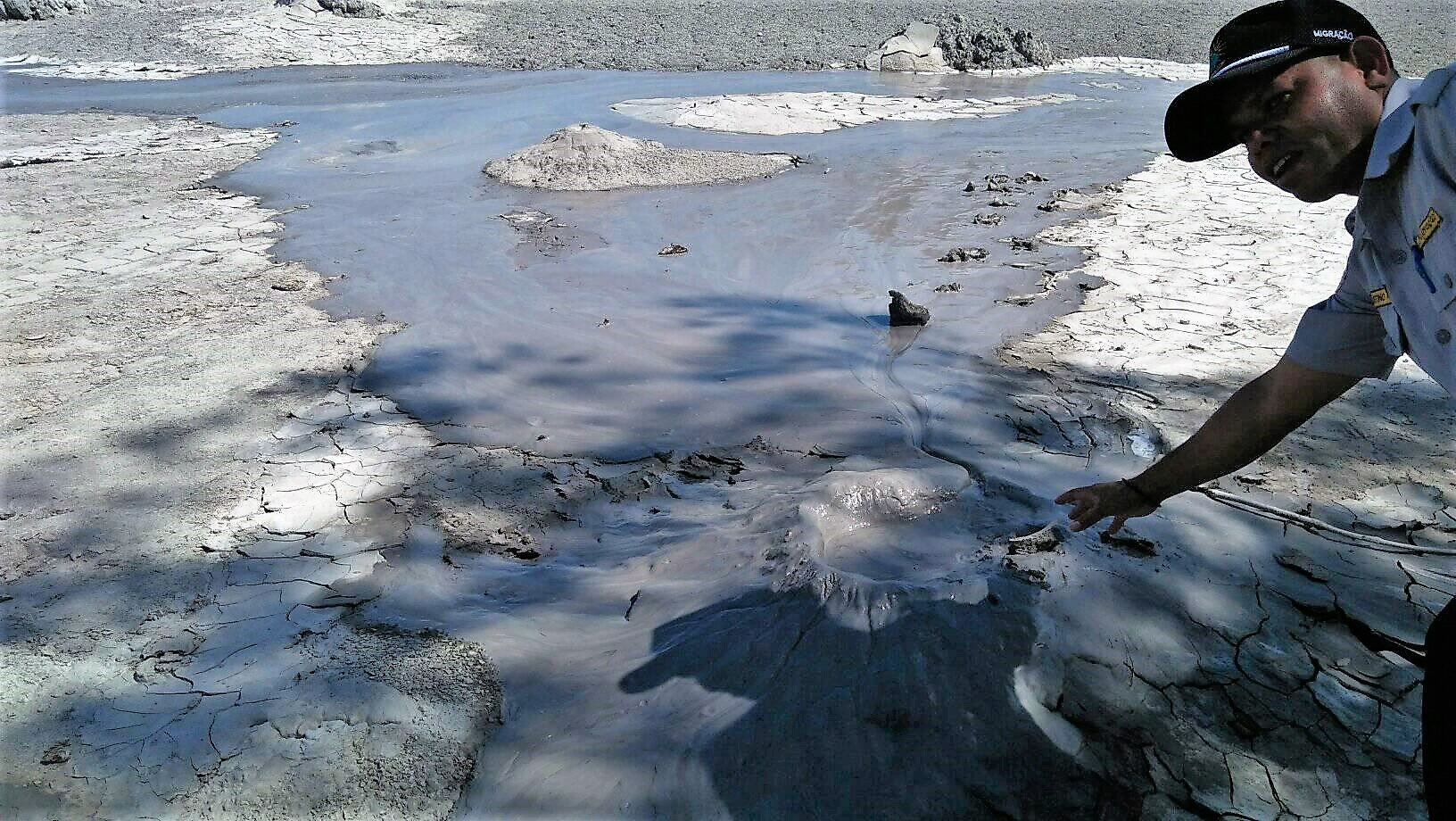
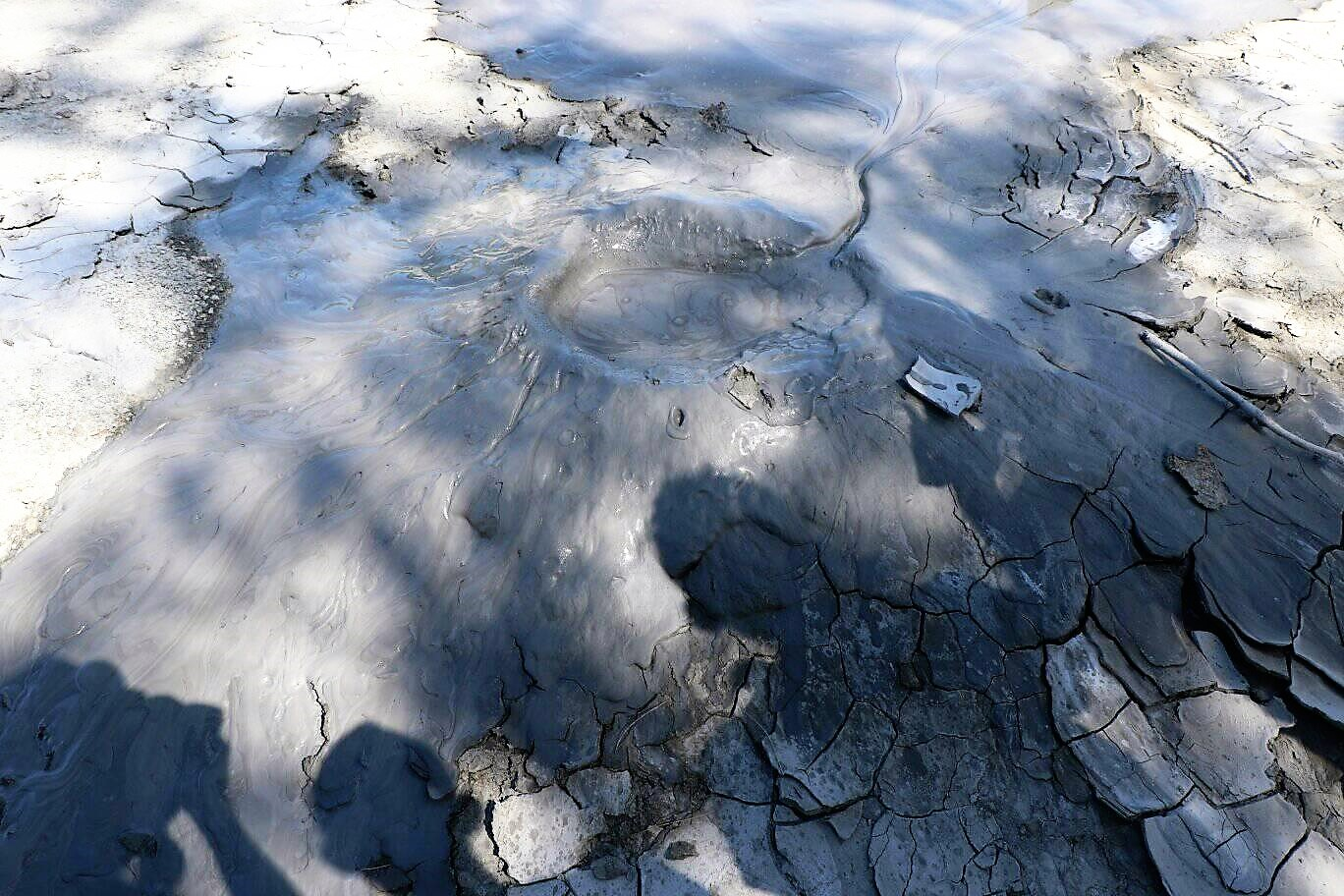
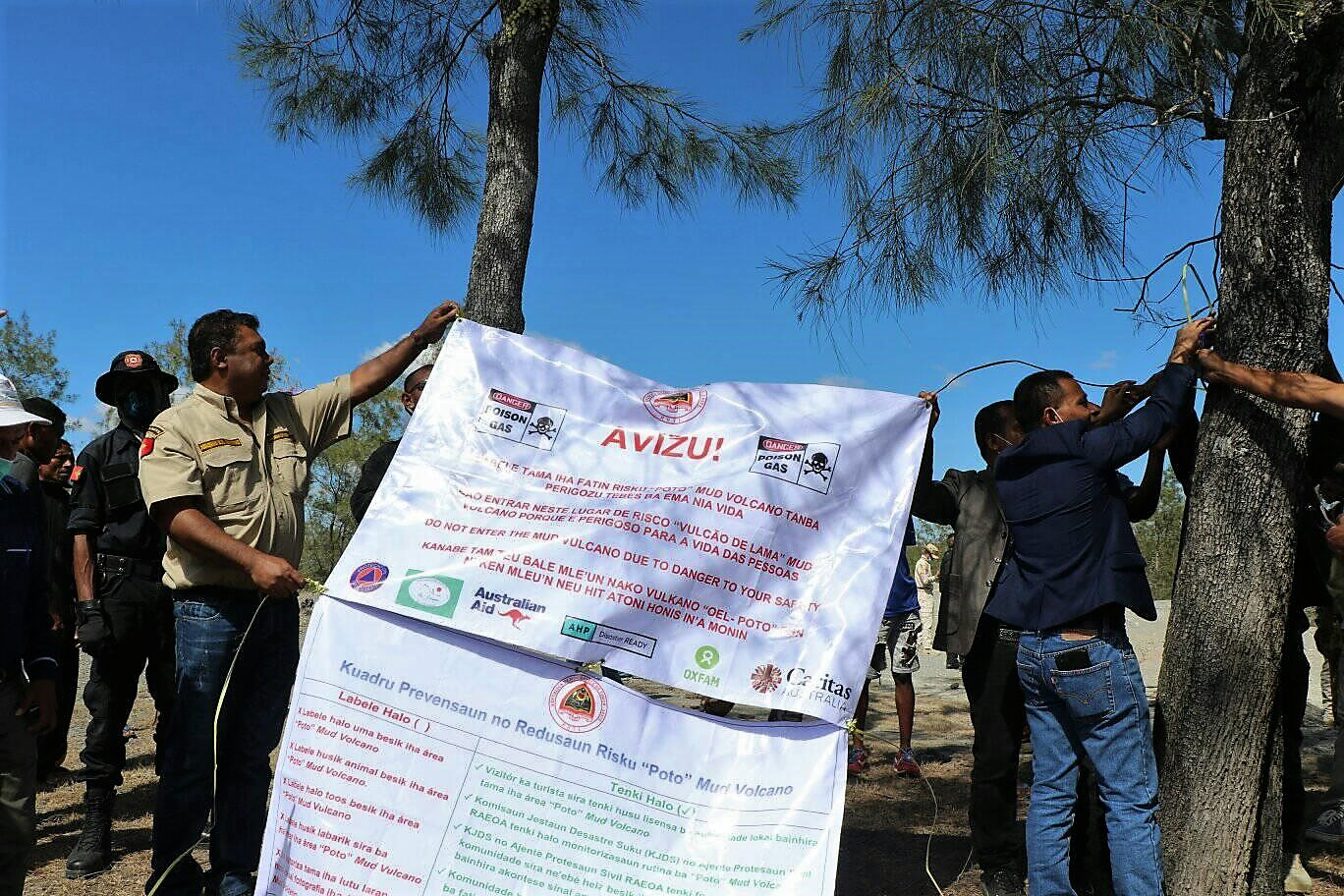
Das Plakat warnt vor giftigen Gasen
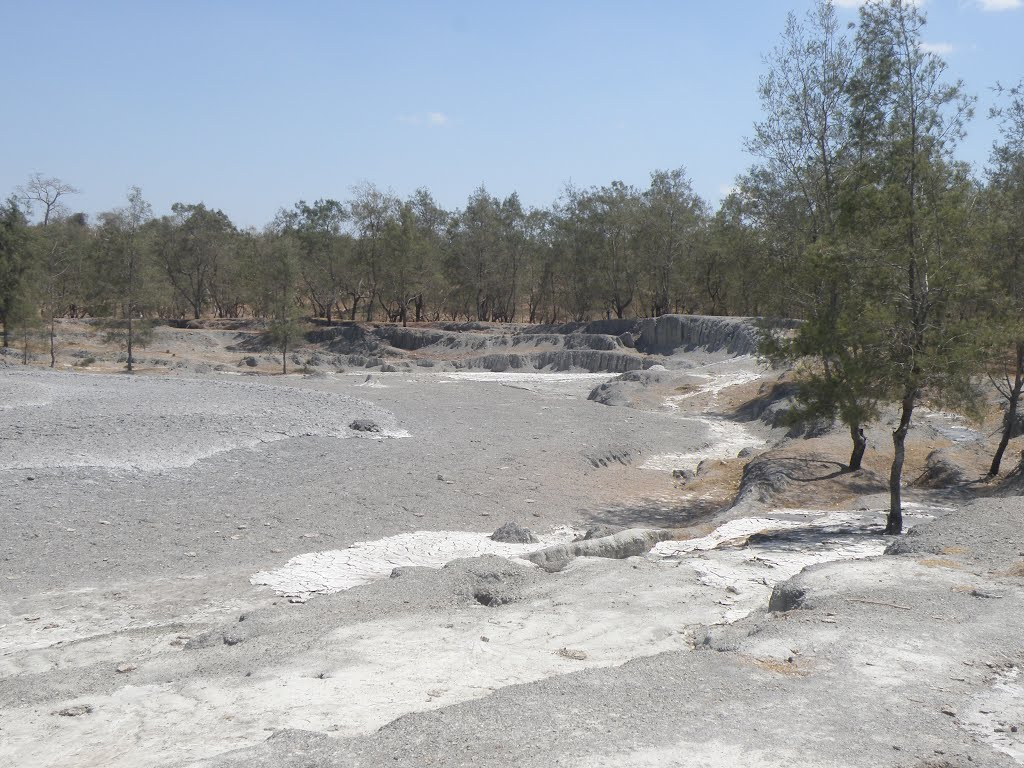